# محمد علي بمعمر
محمد علي بمعمّر  (1989 المغرب) هو لاعب كرة قدم مغربي.